# Little Spain
Little Spain («La petite Espagne ») fut un quartier espagnol situé sur l’île de Manhattan, à New York. Il doit son appellation au grand nombre d’immigrés qui s’y sont installés et qui provenaient d’Espagne,.

## Histoire
“Little Spain” se trouvait à l’Ouest de la rue 14, entre la septième et la neuvième avenue. Étant cette partie de la rue 14 l’axe de l’activité espagnole, les immigrés, provenant principalement de Galicia et la Corniche Cantabrique, se sont concentrés dans la zone entre la rue 11 et la rue 17 à cause de sa proximité des quais de Chelsea, là où débarquaient plusieurs embarcations commerciales transatlantiques. Depuis le milieu du XIXe siècle, les Espagnols avaient trouvé du travail dans les commerces des communautés irlandaise et italienne qui contrôlaient la zone connue sous le nom du Meatpacking District, au nord-ouest du West Village. Les immigrés espagnols sont arrivés à New York provenant principalement de la Floride et du Cuba, plus tard et en grand nombre après le déclenchement de la Guerre d'Espagne.
Little Spain réunissait plusieurs commerces emblématiques et restaurants tels que Coruña, Valencia, el Mesón Flamenco, Granados, Ebro, el Faro, le magasin de textil Iberia ou la casa de comidas Casa Moneo qui avait comme demeure le 210 Ouest de la Rue 14 de cela depuis 1929 jusqu’au début des années 80. Durant l’année 2010, Artur Balder avait écrit et réalisé le film documentaire Little Spain . Après avoir été un artiste résident de la Spanish Benevolent Society, Balder a réuni une douzaine d’archives inédits, avec plus de 450 photographies grâce auxquelles il était possible de recomposer d’une manière raisonnable l’évolution du quartier espagnol de Manhattan. La bande a réuni un archive définitive qui a permis de montrer les rues de Little Spain depuis leur apparition au début du XXe siècle jusqu’à leur disparition dans les années 90.
Comme d’autres quartiers d’immigrés caractérisant Manhattan (à titre d’exemple Little Italy) Little Spain célébrait une festivité, celle de Santiago Apóstol et cela durant le mois de juin. Cette festivité avait perduré jusqu’au milieu des années 1990, durant laquelle, l’image du saint, étant le symbole de la communauté espagnole, défilait dans la rue 14 qui se coupait la circulation durant une semaine. Durant ce temps, il y avait des festivals gastronomiques et des spectacles typiques du folklore espagnol.
Au cœur du Little Spain, il y avait deux importants centres de réunion sociale pour la communauté espagnole de Manhattan. Il s’agit de la Société bénévole Espagnole connu aussi sous le nom de La National et l’église Notre dame de Guadalupe, qui était la première à Manhattan à offrir messe pour ceux qui parlaient la langue espagnole,.